# Sedlarevo
Sedlarevo (en macédonien Седларево ; en albanais Sallarëv) est un village du nord-ouest de la Macédoine du Nord, situé dans la municipalité de Jelino. Le village comptait 1611 habitants en 2002. Il est majoritairement albanais.

## Démographie
Lors du recensement de 2002, le village comptait :
- Albanais : 1 605
- Bosniaques : 2
- Autres : 4